# Marinha Real da Malásia
A Marinha Real da Malásia (em malaio: Tentera Laut DiRaja Malaysia) é o ramo naval das Forças Armadas da Malásia. Todos os navios comissionados da MRM têm o prefixo KD (em malaio, Kapal Diraja), que significa "Navio Real".

## Forças Especiais
A unidade de forças especiais da MRM é conhecida como Paskal (em malaio: Pasukan Khas Laut). Em tempos de paz, está encarregada de responder a incidentes de seqüestros marítimos, bem como proteger as numerosas plataformas marítimas de petróleo e gás da Malásia. As suas funções em tempos de guerra incluem a infiltração por via marítima, sabotagem de meios navais e instalações do inimigo, e a defesa das embarcações e bases da Marinha. Esta unidade é análoga aos Navy SEALs da Marinha dos Estados Unidos.

## Fotos

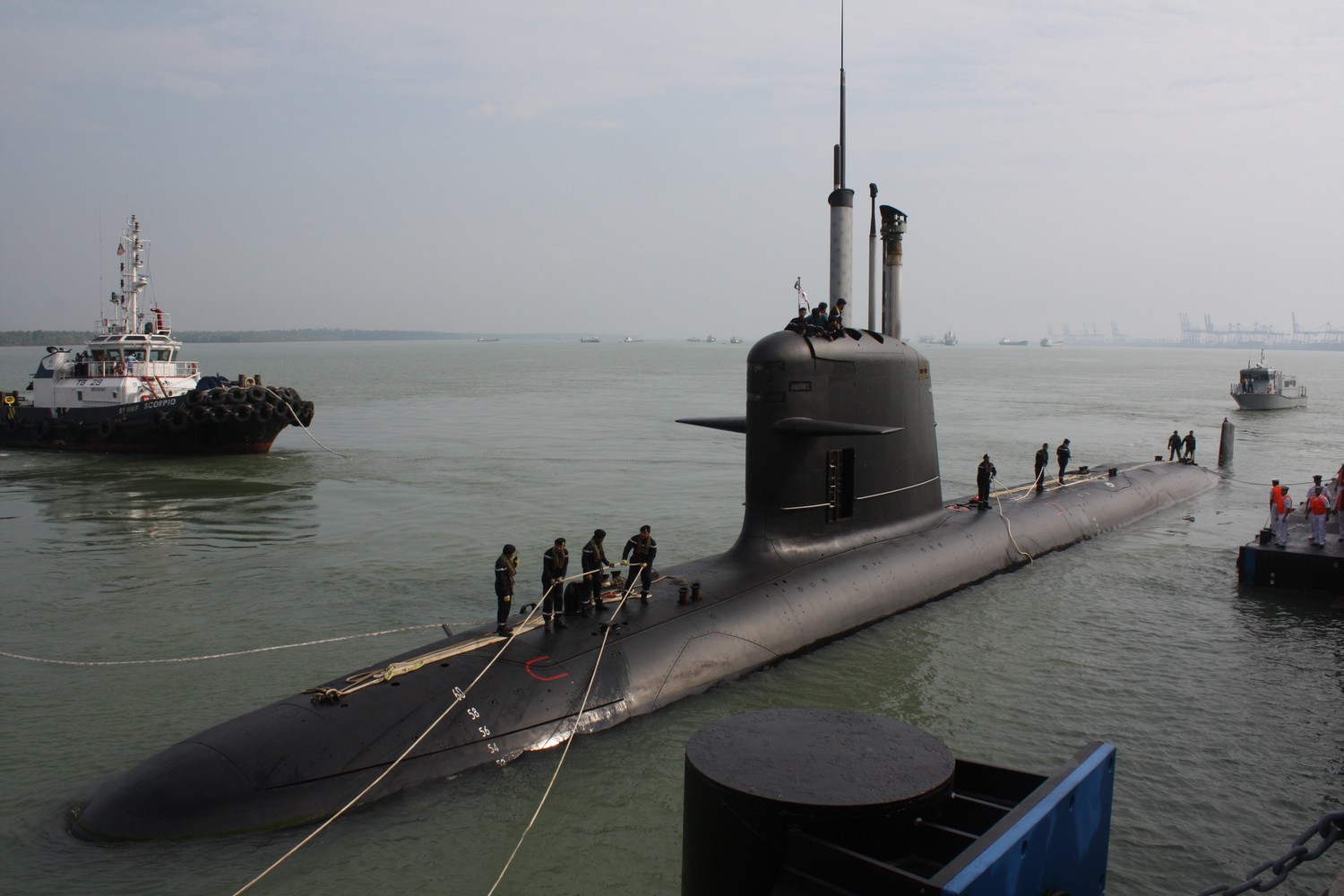
Um submarino da classe Scorpene malásio.
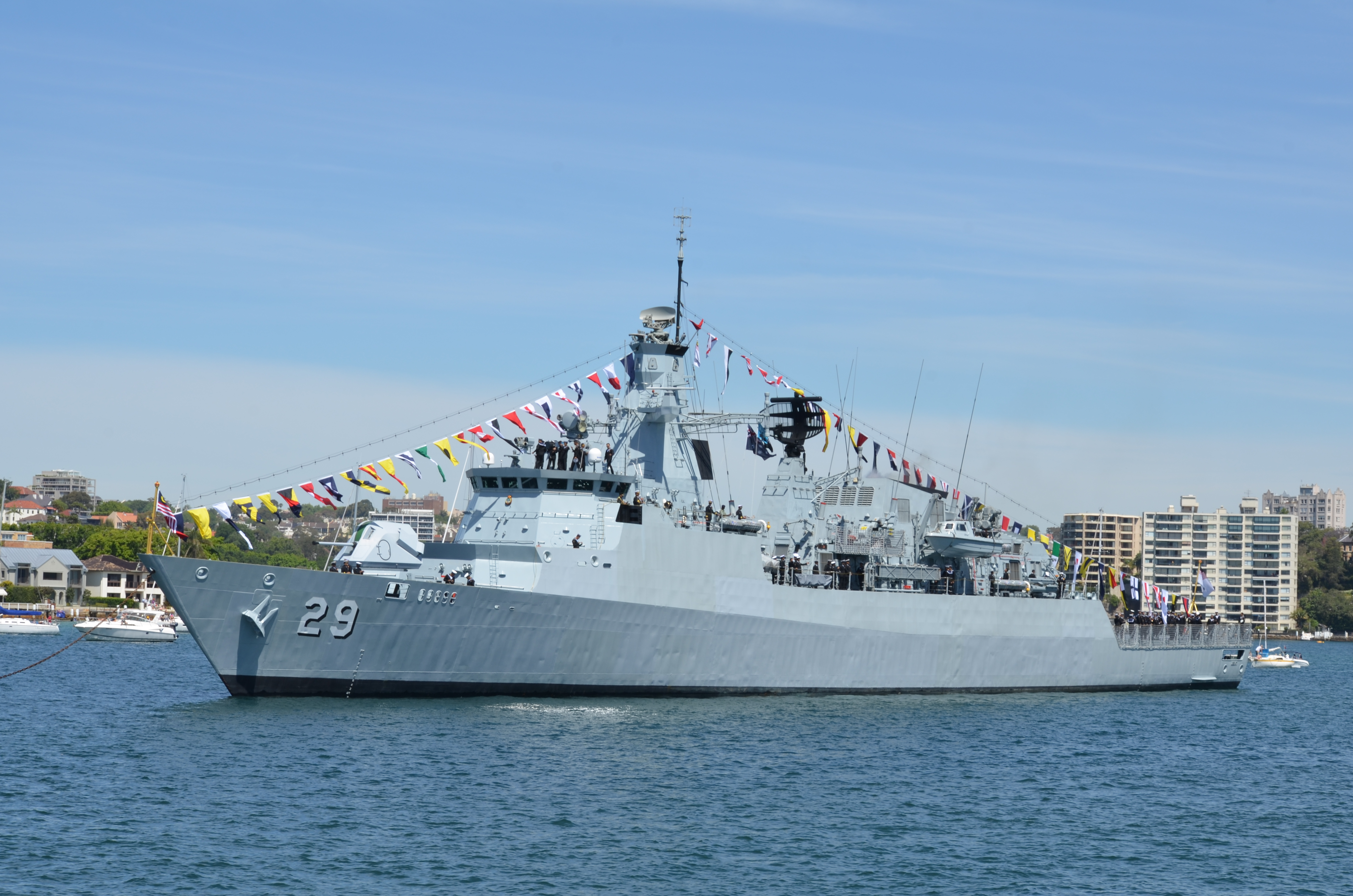
A fragata KD Jebat, da classe Lekiu, a serviço da marinha da Malásia.
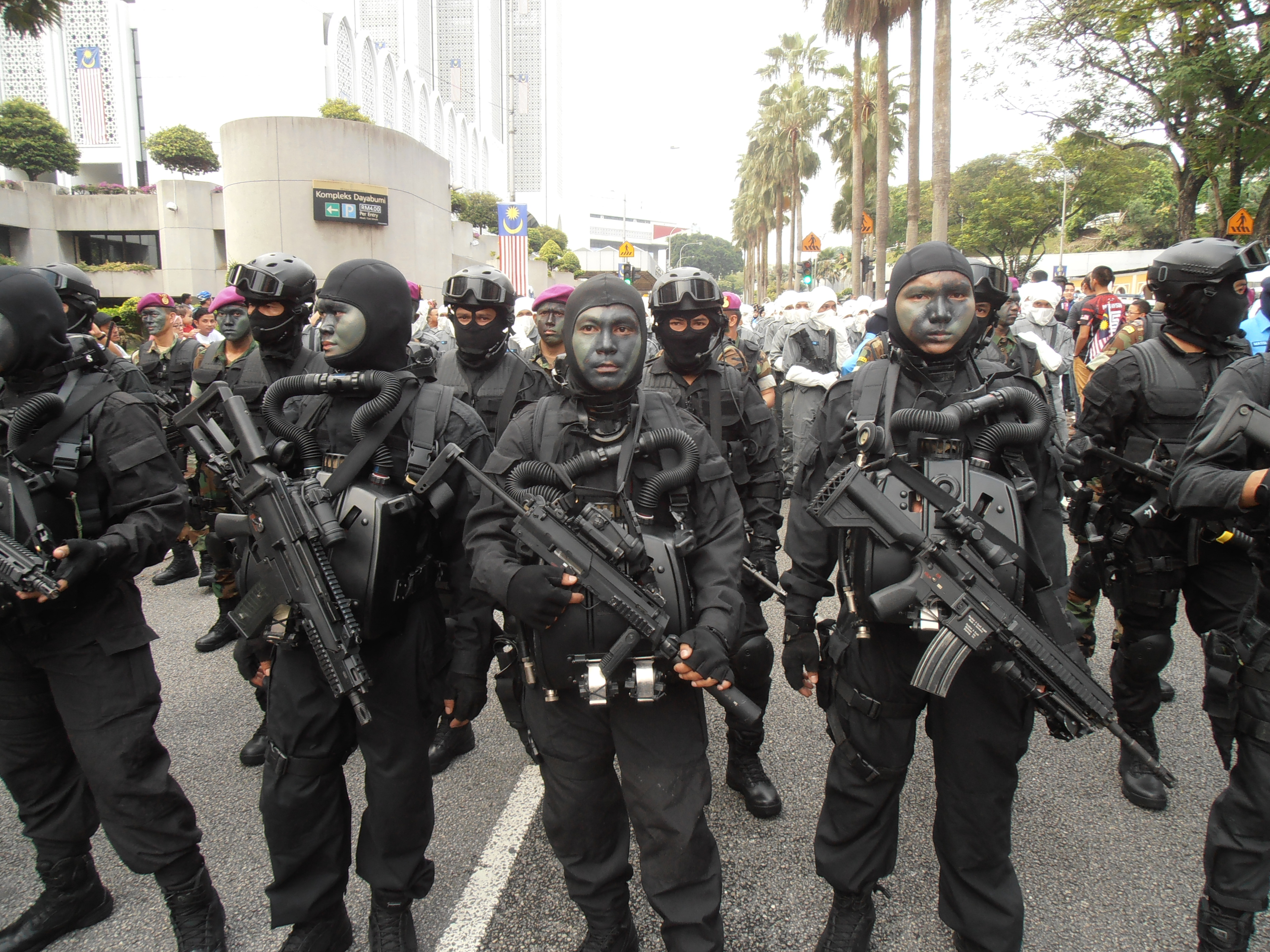
Militares das forças especiais PASKAL.
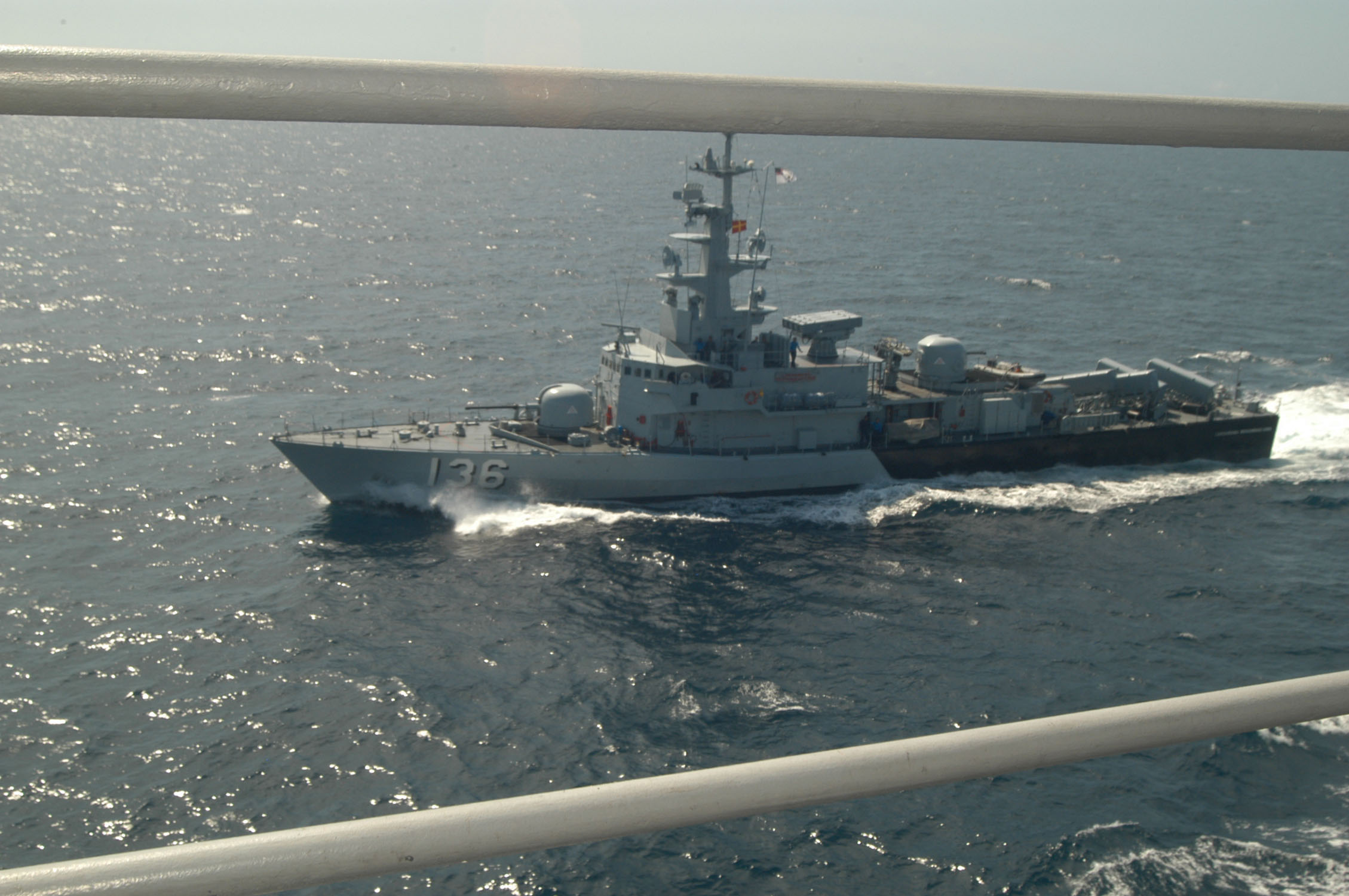
A corveta Laksamana Muhammad Amin.